# Mesosa griseiventris
Mesosa griseiventris är en skalbaggsart som först beskrevs av Stefan von Breuning 1938.  Mesosa griseiventris ingår i släktet Mesosa och familjen långhorningar. Inga underarter finns listade i Catalogue of Life.